# Кевін Багаті (співак)
Кевін Багаті (реальне ім'я «Кевін Мбуві Кіоко», народився 22 грудня 1994), більш відомий під назвою «Багаті». Є євангельським співаком і музикантом з Кенії .
Музикою Багаті почав займатися в 2013 році, коли випустив популярну пісню First Day.

## Особисте життя
Його батьки померли коли він був у юному віці, що призвело до того, що Кельвін Багаті залишився сиротою. Будучи талановитою дитиною з юного віку, Келвін Багаті вирішив піти в дитячий будинок ABC в нетрях Матаре, щоб отримати притулок і освіту.
Тепер, живучи нормальним життям, Келвін Багаті продовжує здобувати освіту спочатку в школі Nakeel в Каджіадо, а потім у притулку Св. Терези в Істлі, де він здобув C + в KCSE в 2011 році. Саме в 2012 році Багаті вирішив зробити щось із себе, і таким чином наважився на музичну кар'єру.

## Музична кар'єра
Музична мандрівка Кевіна Багаті розпочалася ще в середні шкільні роки. Його талант був розкритий, коли він вперше зробив сольно виступив у 2010 році на гітарі на Національному музичному фестивалі, який проходив у Накурі. Наступного року Келвін Багаті пішов вперед і представляв свою школу Св. Терези в Істлі, де він співав і грав на гітарі на Національному музичному фестивалі в 2011 році, що вразило натовп. Саме з цього часу він вирішив поєднати своє життя з музикою і цим заробляти собі на життя. Прямо з середньої школи Келвін Багаті почав зніматися в фільмах.

## Пісні та нагороди
Кевін Багаті мав честь бути переможцем премії Groove як найкращого чоловічого співака Євангелія 2014 року. Він також отримав різні номінації за найкраще відео року. Крім того, Кельвін Багаті був визнаний найкращим співаком Євангелія в Африці в нагородах Afrimma 2014, що проходили в центрі Айземана в Техасі, США, нагородою, яка, як правило, зарезервована для музикантів, які дозріли в індустрії розваг.